# Campeonato Mundial de Ginástica Artística de 2011 - Cavalo com alças masculino
A competição do cavalo com alças masculino do Campeonato Mundial de Ginástica Artística de 2011 foi sua final disputada no dia 15 de outubro. A qualificatória que definiu os ginastas finalistas foi disputada em 9 e 10 de outubro

## Medalhistas
| Ouro   | HUN Krisztián Berki |
| Prata  | FRA Cyril Tommasone |
| Bronze | GBR Louis Smith     |

## Resultados

### Qualificatória
Esses são os resultados da qualificatória.
| Pos. | Ginasta                   | Total  | Nota |
| ---- | ------------------------- | ------ | ---- |
| 1    | HUN Krisztián Berki       | 15,866 | Q    |
| 2    | GBR Louis Smith           | 15,600 | Q    |
| 3    | AUS Prashanth Sellathurai | 15,566 | Q    |
| 4    | SLO Saso Bertoncelj       | 15,500 | Q    |
| 5    | JPN Kohei Uchimura        | 15,433 | Q    |
| 6    | CHN Teng Haibin           | 15,300 | Q    |
| 7    | FRA Cyril Tommasone       | 15,300 | Q    |
| 8    | HUN Vid Hidvegi           | 15,266 | Q    |
| 9    | USA Alexander Naddour     | 15,233 | R    |
| 10   | BEL Donna-Donny Truyens   | 15,233 | R    |
| 11   | JPN Kenya Kobayashi       | 15,200 | R    |

- Q - qualificado para a final
- R - reserva

### Final
Esses são os resultados da final.
| Pos. | Ginasta                   | Nota D | Nota E | Pen. | Total  |
| ---- | ------------------------- | ------ | ------ | ---- | ------ |
|      | HUN Krisztián Berki       | 6,700  | 9,133  |      | 15,833 |
|      | FRA Cyril Tommasone       | 6,500  | 8,766  |      | 15,266 |
|      | GBR Louis Smith           | 7,000  | 8,066  |      | 15,066 |
| 4    | HUN Vid Hidvegi           | 6,400  | 8,600  |      | 15,000 |
| 5    | JPN Kohei Uchimura        | 6,700  | 7,833  |      | 14,533 |
| 6    | AUS Prashanth Sellathurai | 6,600  | 7,733  |      | 14,333 |
| 7    | SLO Saso Bertoncelj       | 6,500  | 7,766  |      | 14,266 |
| 7    | CHN Teng Haibin           | 6,600  | 7,666  |      | 14,266 |